# КАФ Лига шампиона
KAФ Лига шампиона је фудбалско клупско такмичење у коме учествују најбољи клубови из афричких фудбалских лига, организовано под окриљем Афричке фудбалске конфедерације (КАФ). Најважније је клупско фудбалско такмичење на континенту и еквивалент је европској Лиги шампиона. Због спонзорског уговора са француском међународном корпорацијом Total SE, такмичење носи име Тотал КАФ Лига шампиона.
Победник овог такмичења стиче право да учествује на Светском клупском првенству, које окупља сваке године најбоље фудбалске клубове из свих шест ФИФА зона: УЕФА, КОНКАКАФ, КОНМЕБОЛ, АФК, КАФ и ОФК.
Ал Ахли је најуспешнији клуб у историји такмичења, освојивши турнир девет пута. Египатски клубови освојили су највећи број титула, освојивши такмичење 15 пута.

## Историја

### Прве године
На почетку, такмичење је окупљало све прваке националних лига афричких земаља које су биле чланице КАФ-а, трајало је 12 месеци. Играло се по купском систему, у сваком колу по две утакмице (домаћин-гост) све до четвртфинала, где су тимови играли по једну утакмицу на неутралном терену и победник је пролазио даље.
Први 'Афрички куп шампиона' је одржан 1964. године, први тим који је освојио трофеј је Камерунски ФК Орикс Дуала, који је победио ФК Стад Малијан из Малија 2:1 у финалној утакмици.
Године 1965. турнир није одржан, али нису одустали од њега и поново је организован 1966. године. Сада су се све утакмице играле по двоструком систему ‘домаћин и гост’, у финалу су играли ФК Реал Бамако из Малија и ФК Стад Абиџан из Обале Слоноваче. ФК Реал Бамако је на домаћем терену победио 3:1 али је у ревеншу у гостима у Абиџану изгубио са 4:1 и остао без титуле.
У финалу 1967. године састали су се ФК Асанте Котоко из Гане и ФК TП Мазембе из Демократске Републике Конго, обе утакмице су завршене нерешено (1:1 и 2:2). Како тада није важило правило гола у гостима, КАФ је предложио да се одигра трећа утакмица, али Гањани су то одбили и титула је припала Мазембеу, који је и следеће године поново освојио титулу.
Године 1970. у финалу су се опет састали ФК Асанте Котоко и ФК TП Мазембе. Прва утакмица одиграна је у Гани и резултат је био 1:1, али у реваншу на гостујећем терену Гањани су славили са 2:1 и тако освојили титулу коју су испустили пре три године.
Током седамдесетих година долази до успона камерунских фудбалских клубова, који су поставили основу за успех Камерунске фудбалске репрезентације. Од 1971. до 1980. године камерунски тимови су освојили 4 титуле првака, ФК Кено Јаунде три пута (1971, 1978 и 1980) и ФК УС Дуала једном 1979. Поред успеха тимова из Камеруна, у том периоду је и ФК Хафиа из Гвинеје имала своје златне године, освајала је титулу шампиона три пута (1972, 1975 и 1977).

### Египатска доминација
Иако су само два тима из Северне Африке освојила титулу пре 1981. - ФК Исмаили из Египта 1969, и ФК MЦ Алжир из Алжира у 1976. – од тада, тимови из Северне Африке доминирају у такмичењу, освојивши 22 титуле на последњих 28 такмичења.
Посебно су доминантна два Египатска фудбалска гиганта из Каира, ФК Ал Ахли и ФК Замалек. ФК Ал Ахли је победио рекордних осам пута: 1982, 1987, 2001, 2005, 2006, 2008, 2012 и 2013; а ФК Замалек има пет титула: 1984, 1986, 1993, 1996 и 2002.
Други тим из Северне Африке који је такође имао доста успеха у такмичењу је ФК Раџа Казабланка из Марока, који је победио три пута: 1989, 1997 и 1999.

### Развој KAФ Лиге шампиона
Поред увођења правила гола у гостима врло се мало мењало у овом такмичењу до 1997. Те године, КАФ је кренуо да спроводи реформу такмичења, као што је то урадила пет година раније УЕФА, креираna је групна фаза и такмичење мења назив у KAФ Лига шампиона. КАФ је такође представио новчане награде за учеснике.
Победник је добијао 1.000.000 америчких долара а поражени у финалу 750,000, нова Лига шампиона је постала друго најбогатије фудбалско клупско такмичење у Африци после јужноафричке Премијер лиге која награђује победника са 2.000.000 америчких долара. По новом формату, Лига шампиона је организована као куп такмичење, са финалном групном фазом када остану 8 тимова, игра се по двоструком систему (укључујући и финале) – домаћин и гост. Постоје три нокаут фазе: прелиминарна фаза, прва рунда (32 тима) и друга рунда (16 тима). Тимови који су изгубили у другој рунди учествују у КАФ Купу конфедерација где играју против финалних 8 екипа из тог такмичења. Након друге рунде, последњих 8 тимова деле се у две групе по 4. По две првопласиране екипе из обе групе пласирају се у полуфинале.
У KAФ Лиги шампиона учествују победници из свих националних лига које су чланице КАФ-а, као и шампион из претходне године. Од 2004. године право да учествују имају и другопласирани тимови из 12 најбоље рангираних фудбалских лига Африке. Након ове реформе долази до спајања КАФ Купа (такмичење у коме су учествовали другопласирани тимови из афричких националних лига) са КАФ Куп победника купова и креирањем КАФ Куп конфедерација. У овом купу учествују трећепласирани тимови из 12 најбоље рангираних афричких лига и победници њихових купова, док из лига од 13-55. места само победници купова стичу право да учествују.
Од 2009 године, победник добија 1.500.000 америчких долара а поражени у финалу 1.000,000.
Године 2010, ФК TП Мазембе из Демократске Републике Конго је постао први тим који је по други пут освојао титулу две године за редом. Први пут су то урадили 1967 и 1968, а то су поновили 2009 и 2010.

## Проблеми у распореду и организацији
Распоред, структура, и слободни термини су неки од проблема са којима се суочава KAФ Лига шампиона.
KAФ Лига шампиона почиње јануара а завршава се новембра. Многе афричке лиге почињу јула, августа, или септембра а завршавају се априла, маја, или јуна. Због тога што националне лиге не почињу у исто време, распоред утакмица овог такмичења је лоше организован. Већина представника националних лига жели да усклади KAФ Лигу шампиона са почетком својих националних лига. Једина могућност да се реши овај проблем је сарадња свих афричких фудбалских лига са KAФ Лигом шампиона.
Неки национални савези желе да се такмичење прошири на 16 тима у групној фази. Јаче националне лиге сматрају да ће такмичење бити профитабилније и успешније добијањем додатних места за тимове из својих лига.

## Новчане награде

### Пехар и медаље
Сваке године победничком тиму се уручује пехар Лиге шампиона КАФ-а, чија се актуелна верзија додељује од промене назива такмичења 1997. године. Четрдесет златних медаља додељује се победницима, а 40 сребрних медаља финалистима.

### 1997–2008
Након ребрендирања такмичења 1997. године, КАФ је увео новчане награде за осам учесника групне фазе, што је била прва таква пракса у афричком клупском фудбалу. Овај наградни фонд био је на снази до 2008. године.
| Пласман          | Новчана награда            |
| ---------------- | -------------------------- |
| Победник         | 1.000.000 америчких долара |
| Финалиста        | 750.000 америчких долара   |
| Полуфиналисти    | 427.500 америчких долара   |
| 3. место у групи | 261.250 америчких долара   |
| 4. место у групи | 190.000 америчких долара   |

### 2009–2016
КАФ је повећао новчане награде које се деле клубовима у групној фази (8 клубова у том периоду):
| Пласман          | Новчана награда            |
| ---------------- | -------------------------- |
| Победник         | 1.500.000 америчких долара |
| Финалиста        | 1.000.000 америчких долара |
| Полуфиналисти    | 700.000 америчких долара   |
| 3. место у групи | 500.000 америчких долара   |
| 4. место у групи | 400.000 америчких долара   |

### 2017–2022
У овом периоду наградни фонд је повећан, а број учесника у групној фази проширен на 16 клубова:
| Пласман          | Новчана награда            |
| ---------------- | -------------------------- |
| Победник         | 2.500.000 америчких долара |
| Финалиста        | 1.250.000 америчких долара |
| Полуфиналисти    | 875.000 америчких долара   |
| Четвртфиналисти  | 650.000 америчких долара   |
| 3. место у групи | 550.000 америчких долара   |
| 4. место у групи | 550.000 америчких долара   |

* Напомена: Национални савези добијају додатних 5% од сваког износа додељеног клубовима.

### 2023 – данас
Дана 16. августа 2024. године, КАФ је објавио повећање наградног фонда који се дели између 16 клубова у групној фази, укључујући и тимове из квалификација:
| Пласман             | Новчана награда            |
| ------------------- | -------------------------- |
| Победник            | 4.000.000 америчких долара |
| Финалиста           | 2.000.000 америчких долара |
| Полуфиналисти       | 1.200.000 америчких долара |
| Четвртфиналисти     | 900.000 америчких долара   |
| 3. место у групи    | 700.000 америчких долара   |
| 4. место у групи    | 700.000 америчких долара   |
| Квалификационе фазе | 50.000 америчких долара    |

### Афрички куп шампиона за клубове (1964—1997)
| Година                                                                | Домаћин                                                                              | Резултат              | Гост                                 | Стадион                              | Гледаоци |
| --------------------------------------------------------------------- | ------------------------------------------------------------------------------------ | --------------------- | ------------------------------------ | ------------------------------------ | -------- |
| 1964 Детаљи                                                           | ФК Орикс Дуала                                                                       | 2 : 1                 | ФК Стад Малијан                      | Акра стадион, Акра                   |          |
| 1966 Детаљи                                                           | ФК Реал Бамоко                                                                       | 3 : 1                 | ФК Стад Абиџан                       | Мунисипал, Бамоко                    |          |
| 1966 Детаљи                                                           | ФК Стад Абиџан                                                                       | 4 : 1                 | ФК Реал Бамоко                       | Феликс Уфује-Буањи, Абиџан           |          |
| 1966 Детаљи                                                           | ФК Стад Абиџан је победио укупним резултатом 5 : 4                                   |                       |                                      |                                      |          |
| 1967 Детаљи                                                           | ФК Асанте Котоко                                                                     | 1 : 1                 | TП Енгелберт                         | Кумаси стадион, Кумаси               |          |
| 1967 Детаљи                                                           | TП Енгелберт                                                                         | 2 : 2                 | ФК Асанте Котоко                     | Стадион 20. мај, Киншаса             |          |
| 1967 Детаљи                                                           | TП Енгелберт                                                                         | н/o                   | ФК Асанте Котоко                     | Стадион Омниспорт Јаунде, Јаунде     |          |
| 1967 Детаљи                                                           | TП Енгелберт је освојио титулу јер ФК Асанте Котоко није пристао да игра 3. утакмицу |                       |                                      |                                      |          |
| 1968 Детаљи                                                           | TП Енгелберт                                                                         | 5 : 0                 | ФК Етуал Филант                      | Стадион 20. мај, Киншаса             |          |
| 1968 Детаљи                                                           | ФК Етуал Филант                                                                      | 4 : 1                 | TП Енгелберт                         | Стадион Генерал Ејадема, Ломе        |          |
| 1968 Детаљи                                                           | TП Енгелберт је победио укупним резултатом 6 :4                                      |                       |                                      |                                      |          |
| 1969 Детаљи                                                           | TП Енгелберт                                                                         | 2 : 2                 | ФК Исмаили                           | Стадион 20. мај, Киншаса             |          |
| 1969 Детаљи                                                           | ФК Исмаили                                                                           | 3 : 1                 | TП Енгелберт                         | Каиро интернационални стадион, Каиро |          |
| 1969 Детаљи                                                           | ФК Исмаили је победио укупним резултатом 5 : 3                                       |                       |                                      |                                      |          |
| 1970 Детаљи                                                           | ФК Асанте Котоко                                                                     | 1 : 1                 | TП Енгелберт                         | Кумаси стадион, Кумаси               |          |
| 1970 Детаљи                                                           | TП Енгелберт                                                                         | 1 : 2                 | ФК Асанте Котоко                     | Стадион 20. мај, Киншаса             |          |
| 1970 Детаљи                                                           | ФК Асанте Котоко је победио укупним резултатом 3:2                                   |                       |                                      |                                      |          |
| 1971 Детаљи                                                           | ФК Асанте Котоко                                                                     | 2 : 0                 | ФК Кено Јаунде                       | Кумаси стадион, Кумаси               |          |
| 1971 Детаљи                                                           | ФК Кено Јаунде                                                                       | 2 : 0                 | ФК Асанте Котоко                     | Војни стадион Гаруа, Јаунде          |          |
| 1971 Детаљи                                                           | ФК Кено Јаунде                                                                       | 1 : 0                 | ФК Асанте Котоко                     | Војни стадион Гаруа, Јаунде          |          |
| 1971 Детаљи                                                           | ФК Кено Јаунде је победио са 1:0 у 3. утакмици                                       |                       |                                      |                                      |          |
| 1972 Детаљи                                                           | ФК Хафиа                                                                             | 4 : 2                 | ФК Симба                             | Стадион 28. септембар, Конакри       |          |
| 1972 Детаљи                                                           | ФК Симба                                                                             | 2 : 3                 | ФК Хафиа                             | Накивубо стадион, Кампала            |          |
| 1972 Детаљи                                                           | ФК Хафиа је победила укупним резултатом 7 : 4                                        |                       |                                      |                                      |          |
| 1973 Детаљи                                                           | ФК Асанте Котоко                                                                     | 4 : 2                 | ФК Вита                              | Кумаси стадион, Кумаси               |          |
| 1973 Детаљи                                                           | ФК Вита                                                                              | 3 : 0                 | ФК Асанте Котоко                     | Стадион 20. мај, Киншаса             |          |
| 1973 Детаљи                                                           | ФК Вита је победио укупним резултатом 5 : 4                                          |                       |                                      |                                      |          |
| 1974 Детаљи                                                           | ФК K. А. Р. А. Бразавил                                                              | 4 : 2                 | ФК Газл Ал-Махала                    | Стадион Револуције, Бразавил         |          |
| 1974 Детаљи                                                           | ФК Газл Ал-Махала                                                                    | 1 : 2                 | ФК K. А. Р. А. Бразавил              | Ел Махала стадион, Махала ел Кубра   |          |
| 1974 Детаљи                                                           | ФК K. А. Р. А. Бразавил је победио укупним резултатом 6 : 3                          |                       |                                      |                                      |          |
| 1975 Детаљи                                                           | ФК Хафиа                                                                             | 1 : 0                 | ФК Енугу Ренџерс                     | Стадион 28. септембар, Конакри       |          |
| 1975 Детаљи                                                           | ФК Енугу Ренџерс                                                                     | 1 : 2                 | ФК Хафиа                             | Лагос национални стадион, Лагос      |          |
| 1975 Детаљи                                                           | ФК Хафиа је победио укупним резултатом 3 : 1                                         |                       |                                      |                                      |          |
| 1976 Детаљи                                                           | ФК Хафиа                                                                             | 3 : 0                 | ФК MЦ Алжир                          | Стадион 28. септембар, Конакри       |          |
| 1976 Детаљи                                                           | ФК MЦ Алжир                                                                          | 3 : 0 (пенали: 4 : 1) | ФК Хафиа                             | Стадион 5. јул 1962, Алжир           |          |
| 1976 Детаљи                                                           | ФК MЦ Алжир је победио након пенала са 4 : 1 (резултат 3 : 3)                        |                       |                                      |                                      |          |
| 1977 Детаљи                                                           |                                                                                      |                       |                                      |                                      |          |
| ФК Акра Хартс оф Оук                                                  | 0 : 1                                                                                | ФК Хафиа              | Акра спортски стадион, Акра          |                                      |          |
| ФК Хафиа                                                              | 3 : 2                                                                                | ФК Акра Хартс оф Оук  | Стадион 28. септембар, Конакри       |                                      |          |
| ФК Хафиа је победио укупним резултатом 4 : 2                          |                                                                                      |                       |                                      |                                      |          |
| 1978 Детаљи                                                           | ФК Хафиа                                                                             | 0 : 0                 | ФК Кено Јаунде                       | Стадион 28. септембар, Конакри       |          |
| 1978 Детаљи                                                           | ФК Кено Јаунде                                                                       | 2 : 0                 | ФК Хафиа                             | Стадион Омниспорт, Јаунде            |          |
| 1978 Детаљи                                                           | ФК Кено Јаунде је победио укупним резултатом 2 : 0                                   |                       |                                      |                                      |          |
| 1979 Детаљи                                                           |                                                                                      |                       |                                      |                                      |          |
| ФК Акра Хартс оф Оук                                                  | 1 : 0                                                                                | ФК УС Дуала           | Акра спортски стадион, Акра          |                                      |          |
| ФК УС Дуала                                                           | 1 : 0 (пенали: 5 : 3)                                                                | ФК Акра Хартс оф Оук  | Стадион Омниспорт, Јаунде            |                                      |          |
| ФК УС Дуала је победио након пенала са 5 : 3 (резултат: 1 : 1)        |                                                                                      |                       |                                      |                                      |          |
| 1980 Детаљи                                                           | ФК Кено Јаунде                                                                       | 2 : 2                 | ФК Билима                            | Војни стадион Гаrуа, Јаунде          |          |
| 1980 Детаљи                                                           | ФК Билима                                                                            | 0 : 3                 | ФК Кено Јаунде                       | Стадион 20. мај, Киншаса             |          |
| 1980 Детаљи                                                           | ФК Кено Јаунде је победио укупним резултатом 5 : 2                                   |                       |                                      |                                      |          |
| 1981 Детаљи                                                           |                                                                                      |                       |                                      |                                      |          |
| ЈЕ Тизи Узу                                                           | 4 : 0                                                                                | ФК Вита               | Стадион 1. новембар 1954, Тизи Узу   |                                      |          |
| ФК Вита                                                               | 0 : 1                                                                                | ЈЕ Тизи Узу           | Акра спортски стадион, Акра          |                                      |          |
| ЈЕ Тизи Узу је победио укупним резултатом 5 : 0                       |                                                                                      |                       |                                      |                                      |          |
| 1982 Детаљи                                                           | ФК Ал Ахли                                                                           | 3 : 0                 | ФК Асанте Котоко                     | Каиро интернационални стадион, Каиро |          |
| 1982 Детаљи                                                           | ФК Асанте Котоко                                                                     | 1 : 1                 | ФК Ал Ахли                           | Кумаси спортски стадион, Кумаси      |          |
| 1982 Детаљи                                                           | ФК Ал Ахли је победио укупним резултатом 4 : 1                                       |                       |                                      |                                      |          |
| 1983 Детаљи                                                           |                                                                                      |                       |                                      |                                      |          |
| ФК Ал Ахли                                                            | 0 : 0                                                                                | ФК Асанте Котоко      | Каиро интернационални стадион, Каиро |                                      |          |
| ФК Асанте Котоко                                                      | 1 – 0                                                                                | ФК Ал Ахли            | Кумаси спортски стадион, Кумаси      |                                      |          |
| ФК Асанте Котоко је победио укупним резултатом 1 : 0                  |                                                                                      |                       |                                      |                                      |          |
| 1984 Детаљи                                                           | ФК Замалек                                                                           | 2 : 0                 | ФК Шутинг Старс                      | Каиро интернационални стадион, Каиро |          |
| 1984 Детаљи                                                           | ФК Шутинг Старс                                                                      | 0 : 1                 | ФК Замалек                           | Лагос национални стадион, Лагос      |          |
| 1984 Детаљи                                                           | ФК Замалек је победио укупним резултатом 3 : 0                                       |                       |                                      |                                      |          |
| 1985 Детаљи                                                           |                                                                                      |                       |                                      |                                      |          |
| ФК Рабат                                                              | 5 : 2                                                                                | ФК Драгонс            | Принц Мулај Абделах стадион, Рабат   |                                      |          |
| ФК Драгонс                                                            | 1 : 1                                                                                | ФК Рабат              | Мобуту стадион, Лубумбаши            |                                      |          |
| ФК Рабат је победио укупним резултатом 6 : 3                          |                                                                                      |                       |                                      |                                      |          |
| 1986 Детаљи                                                           | ФК Замалек                                                                           | 2 : 0                 | Африка Спортс                        | Каиро интернационални стадион, Каиро |          |
| 1986 Детаљи                                                           | Африка Спортс                                                                        | 2 : 0 (пенали: 2 : 4) | ФК Замалек                           | Стадион Феликс Уфује-Буањи, Абиџан   |          |
| 1986 Детаљи                                                           | ФК Замалек је победио након пенала са 4 : 2 (резултат: 2 : 2)                        |                       |                                      |                                      |          |
| 1987 Детаљи                                                           |                                                                                      |                       |                                      |                                      |          |
| ФК Ал Хилал                                                           | 0 : 0                                                                                | ФК Ал Ахли            | Ал-Хилал стадион, Омдурман           |                                      |          |
| ФК Ал Ахли                                                            | 2 : 0                                                                                | ФК Ал Хилал           | Каиро интернационални стадион, Каиро |                                      |          |
| ФК Ал Ахли је победио укупним резултатом 2 : 0                        |                                                                                      |                       |                                      |                                      |          |
| 1988 Детаљи                                                           | ФК Хартленд                                                                          | 1 : 0                 | ФК Сетиф                             | Либерти стадион, Ибадан              |          |
| 1988 Детаљи                                                           | ФК Сетиф                                                                             | 4 : 0                 | ФК Хартленд                          | Стадион Мухамед Хамлауи, Константин  | 45,000   |
| 1988 Детаљи                                                           | ФК Сетиф је победио укупним резултатом 4 : 1                                         |                       |                                      |                                      |          |
| 1989 Детаљи                                                           |                                                                                      |                       |                                      |                                      |          |
| ФК Раџа Казабланка                                                    | 1 : 0                                                                                | ФК Оран               | Стадион Мухамед V, Казабланка        | 50,000                               |          |
| ФК Оран                                                               | 1 : 0 (пенали: 2 : 4)                                                                | ФК Раџа Казабланка    | Стадион 19. јун 1965, Oran           | 40,000                               |          |
| ФК Раџа Казабланка је победио након пенала са 4 : 2 (резултат: 1 : 1) |                                                                                      |                       |                                      |                                      |          |
| 1990 Детаљи                                                           | ФК ЈС Кабилија                                                                       | 1 : 0                 | ФК Нкана                             | Стадион 5. јул 1962, Алжир           | 70,000   |
| 1990 Детаљи                                                           | ФК Нкана                                                                             | 1 : 0 (пенали: 2 : 4) | ФК ЈС Кабилија                       | Индепанданс стадион, Лусака          | 35,000   |
| 1990 Детаљи                                                           | ФК ЈС Кабилија је победио након пенала са 5 : 3 (резултат: 1 : 1)                    |                       |                                      |                                      |          |
| 1991 Детаљи                                                           |                                                                                      |                       |                                      |                                      |          |
| ФК Африкен                                                            | 6 : 2                                                                                | ФК Вила               | Стадион Ел Мензах, Тунис             | 40,000                               |          |
| ФК Вила                                                               | 1 : 1                                                                                | ФК Африкен            | Накивубо стадион, Кампала            | 25,000                               |          |
| ФК Африкен је победио укупним резултатом 7 : 3                        |                                                                                      |                       |                                      |                                      |          |
| 1992 Детаљи                                                           | ФК Видад Казабланка                                                                  | 2 : 0                 | ФК Ал Хилал                          | Стадион Муhамед V, Казабланка        |          |
| 1992 Детаљи                                                           | ФК Ал Хилал                                                                          | 0 : 0                 | ФК Видад Казабланка                  | Ал Хилал стадион, Омдурман           |          |
| 1992 Детаљи                                                           | ФК Видад Казабланка је победио укупним резултатом 2 : 0                              |                       |                                      |                                      |          |
| 1993 Детаљи                                                           |                                                                                      |                       |                                      |                                      |          |
| ФК Асанте Котоко                                                      | 0 : 0                                                                                | ФК Замалек            | Кумаси спортски стадион, Кумаси      |                                      |          |
| ФК Замалек                                                            | 0 : 0 (пенали: 7 : 6)                                                                | ФК Асанте Котоко      | Каиро интернационални стадион, Каиро |                                      |          |
| ФК Замалек је победио након пенала са 7 : 6 (резултат: 0 : 0)         |                                                                                      |                       |                                      |                                      |          |
| 1994 Детаљи                                                           | ФК Замалек                                                                           | 0 : 0                 | ФК Есперанца                         | Каиро интернационални стадион, Каиро |          |
| 1994 Детаљи                                                           | ФК Есперанца                                                                         | 3 : 1                 | ФК Замалек                           | Стадион Ел Мензах, Тунис             |          |
| 1994 Детаљи                                                           | ФК Есперанца је победио укупним резултатом 3 : 1                                     |                       |                                      |                                      |          |
| 1995 Детаљи                                                           |                                                                                      |                       |                                      |                                      |          |
| ФК Орландо Пирати                                                     | 2 : 2                                                                                | ФК АСЕЦ Мимозе        | ФНБ стадион, Јоханезбург             |                                      |          |
| ФК АСЕЦ Мимозе                                                        | 0 : 1                                                                                | ФК Орландо Пирати     | Стадион Феликс Уфје-Буањи, Абиџан    |                                      |          |
| ФК Орландо Пирати је победио укупним резултатом 3 : 2                 |                                                                                      |                       |                                      |                                      |          |
| 1996 Детаљи                                                           | ФК Шутинг Старс                                                                      | 2 : 1                 | ФК Замалек                           | Лекан Салами стадион, Ибадан         |          |
| 1996 Детаљи                                                           | ФК Замалек                                                                           | 2 : 1 (пенали: 5 : 4) | ФК Шутинг Старс                      | Каиро интернационални стадион, Каиро |          |
| 1996 Детаљи                                                           | ФК Замалек је победио након пенала са 5 : 4 (резултат: 3 : 3)                        |                       |                                      |                                      |          |

### КАФ Лига шампиона (од 1997. год.)
| Година      | Домаћин                                                                        | Резултат              | Гост                    | Стадион                                   | Гледалаца |
| ----------- | ------------------------------------------------------------------------------ | --------------------- | ----------------------- | ----------------------------------------- | --------- |
| 1997 Детаљи | ФК Ашанти Голд                                                                 | 1 : 0                 | ФК Раџа Казабланка      | Лен Клеј стадион, Обаси                   | 20,000    |
| 1997 Детаљи | ФК Раџа Казабланка                                                             | 1 : 0 (пенали: 5 : 4) | ФК Ашанти Голд          | Стадион Мухамед V, Казабланка             | 85,000    |
| 1997 Детаљи | ФК Раџа Казабланка је победио након пенала са 5 : 4 (резултат: 1 : 1)          |                       |                         |                                           |           |
| 1998 Детаљи | ФК Динамос                                                                     | 0 : 0                 | ФК АСЕЦ Мимозе          | Национални спортски стадион, Хараре       | 45,000    |
| 1998 Детаљи | ФК АСЕЦ Мимозе                                                                 | 4 : 2                 | ФК Динамос              | Стадион Феликс Уфје-Буањи, Абиџан         | 50,000    |
| 1998 Детаљи | ФК АСЕЦ Мимозе је победио укупним резултатом 4 : 2                             |                       |                         |                                           |           |
| 1999 Детаљи | ФК Раџа Казабланка                                                             | 0 : 0                 | ФК Есперанца            | Стадион Пер-Жего, Казабланка              |           |
| 1999 Детаљи | ФК Есперанца                                                                   | 0 : 0 (пенали: 3 : 4) | ФК Раџа Казабланка      | Стадион Ел Мензах, Тунис                  | 50,000    |
| 1999 Детаљи | ФК Раџа Казабланка је победио након пенала са 4 : 3 (резултат: 0 – 0)          |                       |                         |                                           |           |
| 2000 Детаљи | ФК Есперанца                                                                   | 1 : 2                 | ФК Акра Хартс оф Оук    | Стадион Ел Мензах, Тунис                  | 30,000    |
| 2000 Детаљи | ФК Акра Хартс оф Оук                                                           | 3 : 1                 | ФК Есперанца            | Акра спортски стадион, Акра               | 45,000    |
| 2000 Детаљи | ФК Акра Хартс оф Оук је победио укупним резултатом 5 : 2                       |                       |                         |                                           |           |
| 2001 Детаљи | ФК Мамелоди Сандаунс                                                           | 1 : 1                 | ФК Ал Ахли              | Стадион Лофтус Версфелд, Преторија        | 5,000     |
| 2001 Детаљи | ФК Ал Ахли                                                                     | 3 : 0                 | ФК Мамелоди Сандаунс    | Каиро интернационални стадион, Каиро      | 80,000    |
| 2001 Детаљи | ФК Ал Ахли је победио укупним резултатом 4 : 1                                 |                       |                         |                                           |           |
| 2002 Детаљи | ФК Раџа Казабланка                                                             | 0 : 0                 | ФК Замалек              | Стадион Мухамед V, Казабланка             |           |
| 2002 Детаљи | ФК Замалек                                                                     | 1 : 0                 | ФК Раџа Казабланка      | Каиро интернационални стадион, Каиро      |           |
| 2002 Детаљи | ФК Замалек је победио укупним резултатом 1 : 0                                 |                       |                         |                                           |           |
| 2003 Детаљи | ФК Ењимба Интернационал                                                        | 2 : 0                 | ФК Исмаили              | Ењимба Интернационал стадион, Аба         |           |
| 2003 Детаљи | ФК Исмаили                                                                     | 1 : 0                 | ФК Ењимба Интернационал | Исмаилија стадион, Исмаилија              |           |
| 2003 Детаљи | ФК Ењимба Интернационал је победио укупним резултатом 2 : 1                    |                       |                         |                                           |           |
| 2004 Детаљи | ФК Етуал Сахел                                                                 | 2 : 1                 | ФК Ењимба Интернационал | Стадион Олимпик д Сус, Сус                |           |
| 2004 Детаљи | ФК Ењимба Интернационал                                                        | 2 – 1 (пенали: 5 : 3) | ФК Етуал Сахел          | Ењимба Интернационал стадион, Аба         |           |
| 2004 Детаљи | ФК Ењимба Интернационал је победио након пенала са 5 : 3 (резултат: 3 : 3)     |                       |                         |                                           |           |
| 2005 Детаљи | ФК Етуал Сахел                                                                 | 0 : 0                 | ФК Ал Ахли              | Стадион Олимпик д Сус, Сус                | 20,000    |
| 2005 Детаљи | ФК Ал Ахли                                                                     | 3 : 0                 | ФК Етуал Сахел          | Стадион Војне академије, Каиро            | 35,000    |
| 2005 Детаљи | ФК Ал Ахли је победио укупним резултатом 3 : 0                                 |                       |                         |                                           |           |
| 2006 Детаљи | ФК Ал Ахли                                                                     | 1 : 1                 | ФК Сфаксијен            | Каиро интернационални стадион, Каиро      |           |
| 2006 Детаљи | ФК Сфаксијен                                                                   | 0 : 1                 | ФК Ал Ахли              | Стадион 14. јануар, Радес                 | 65,000    |
| 2006 Детаљи | ФК Ал Ахли је победио укупним резултатом 2 : 1                                 |                       |                         |                                           |           |
| 2007 Детаљи | ФК Етуал Сахел                                                                 | 0 : 0                 | ФК Ал Ахли              | Стадион Олимпик д Сус, Сус                |           |
| 2007 Детаљи | ФК Ал Ахли                                                                     | 1 : 3                 | ФК Етуал Сахел          | Каиро интернационални стадион, Каиро      |           |
| 2007 Детаљи | ФК Етуал Сахел је победио укупним резултатом 3 : 1                             |                       |                         |                                           |           |
| 2008 Детаљи | ФК Ал Ахли                                                                     | 2 : 0                 | ФК Котон Спорт          | Каиро интернационални стадион, Каиро      |           |
| 2008 Детаљи | ФК Котон Спорт                                                                 | 2 : 2                 | ФК Ал Ахли              | Румде Ађија стадион, Гаруа                |           |
| 2008 Детаљи | ФК Ал Ахли је победио укупним резултатом 4 : 2                                 |                       |                         |                                           |           |
| 2009 Детаљи | ФК Хартленд                                                                    | 2 : 1                 | ФК TП Мазембе           | Дан Ањијам стадион, Овери                 |           |
| 2009 Детаљи | ФК TП Мазембе                                                                  | 1 : 0                 | ФК Хартленд             | Стадион Фредерик Кибаса Малиба, Лубумбаши |           |
| 2009 Детаљи | ФК TП Мазембе је освојио титулу због постигнутог гола у гостима                |                       |                         |                                           |           |
| 2010 Детаљи | ФК TП Мазембе                                                                  | 5 : 0                 | ФК Есперанца            | Стадион Фредерик Кибаса Малиба, Лубумбаши | 50,000    |
| 2010 Детаљи | ФК Есперанца                                                                   | 1 : 1                 | ФК TП Мазембе           | Стадион 14. јануар, Радес                 | 65,000    |
| 2010 Детаљи | ФК TП Мазембе је победио укупним резултатом 6 : 1                              |                       |                         |                                           |           |
| 2011 Детаљи | ФК Видад Казабланка                                                            | 0 : 0                 | ФК Есперанца            | Стадион Мухамед V, Казабланка             | 70,000    |
| 2011 Детаљи | ФК Есперанца                                                                   | 1 : 0                 | ФК Видад Казабланка     | Стадион 14. јануар, Радес                 | 65,000    |
| 2011 Детаљи | ФК Есперанца је победио укупним резултатом 1 : 0                               |                       |                         |                                           |           |
| 2012 Детаљи | ФК Ал Ахли                                                                     | 1 : 1                 | ФК Есперанца            | Борг Ел Араб стадион, Александрија        | 25,000    |
| 2012 Детаљи | ФК Есперанца                                                                   | 1 : 2                 | ФК Ал Ахли              | Стадион Олимпик д Радес, Радес            | 31,000    |
| 2012 Детаљи | ФК Ал Ахли је победио укупним резултатом 3 : 2                                 |                       |                         |                                           |           |
| 2013 Детаљи | ФК Орландо Пирати                                                              | 1 : 1                 | ФК Ал Ахли              | Орландо стадион, Совето                   | 40,000    |
| 2013 Детаљи | ФК Ал Ахли                                                                     | 2 : 0                 | ФК Орландо Пирати       | Араб Контрактор стадион, Каиро            | 20,000    |
| 2013 Детаљи | ФК Ал Ахли је победио укупним резултатом 3 : 1                                 |                       |                         |                                           |           |
| 2014 Детаљи | ФК Вита                                                                        | 2 : 2                 | ФК Сетиф                | Стадион Тата Рафаел, Киншаса              | 40,000    |
| 2014 Детаљи | ФК Сетиф                                                                       | 1 : 1                 | ФК Вита                 | Стадион Мустафа Чакер, Блида              | 35,000    |
| 2014 Детаљи | ФК Сетиф је освојио титулу због више постигнутих голова у гостима.             |                       |                         |                                           |           |
| 2015 Детаљи | ФК УСМ Алжир                                                                   | 1 : 2                 | ФК TП Мазембе           | Стадион Омар Хадафи, Алжир (град)         | 15,000    |
| 2015 Детаљи | ФК TП Мазембе                                                                  | 2 : 0                 | ФК УСМ Алжир            | Стадион ТП Мазембе, Лубумбаши             | 35,000    |
| 2015 Детаљи | ФК TП Мазембе је победио укупним резултатом 4:0.                               |                       |                         |                                           |           |
| 2016 Детаљи | Мамелоди сандаунс                                                              | 3 : 0                 | ФК Замалек              | Стадион Лукас Морипе, Атериџвил           | 30,000    |
| 2016 Детаљи | ФК Замалек                                                                     | 1 : 0                 | Мамелоди сандаунс       | Стадион Борг Ел Араб, Александрија        | 70,000    |
| 2016 Детаљи | Мамелоди сандаунс је победио укупним резултатом 3:1.                           |                       |                         |                                           |           |
| 2017 Детаљи | ФК Ал Ахли                                                                     | 1 : 1                 | ФК Видад Казабланка     | Стадион Борг Ел Араб, Александрија        | 60,000    |
| 2017 Детаљи | ФК Видад Казабланка                                                            | 1 : 0                 | ФК Ал Ахли              | Стадион Мухамед V, Казабланка             | 65,000    |
| 2017 Детаљи | ФК Видад Казабланка је победио укупним резултатом 2:1.                         |                       |                         |                                           |           |
| 2018 Детаљи | Ал Ахли                                                                        | 3 : 1                 | Есперанца               | Стадион Борг Ел Араб, Александрија        | 60,000    |
| 2018 Детаљи | Есперанца                                                                      | 3 : 0                 | Ал Ахли                 | Стадион Олимпик, Радес                    | 60,000    |
| 2018 Детаљи | Есперанца је победила укупним резултатом 4:3.                                  |                       |                         |                                           |           |
| 2019 Детаљи | ФК Видад Казабланка                                                            | 1 : 1                 | Есперанца               | Стадион Принц Абдулах, Рабат              | 50.000    |
| 2019 Детаљи | Есперанца                                                                      | 1 : 0                 | ФК Видад Казабланка     | Стадион Олимпик, Радес                    | 60.000    |
| 2019 Детаљи | Есперанца је проглашена победником након повлачења са терена играча ФК Видада. |                       |                         |                                           |           |
| 2020 Детаљи | Ал Ахли Каиро                                                                  | 2 : 1                 | Замалек                 | Каиро интернационални стадион, Каиро      | 0         |

### По градовима
| Град        | Шампион | Поражени у финалу | Шампион                                         | Поражени у финалу                               |
| ----------- | ------- | ----------------- | ----------------------------------------------- | ----------------------------------------------- |
| Каиро       | 15      | 9                 | ФК Ал Ахли (9), ФК Замалек (5)                  | ФК Ал Ахли (4), ФК Замалек (2)                  |
| Тунис       | 6       | 7                 | ФК Есперанца (4), ФК Африкен (1)                | ФК Есперанца (4)                                |
| Казабланка  | 5       | 3                 | ФК Раџа Казабланка (3), ФК Видад Казабланка (2) | ФК Раџа Казабланка (1), ФК Видад Казабланка (2) |
| Лубумбаши   | 5       | 2                 | ФК TП Мазембе (5)                               | ФК TП Мазембе (2)                               |
| Конакри     | 3       | 2                 | ФК Хафиа (3)                                    | ФК Хафиа (2)                                    |
| Јаунде      | 3       | 0                 | ФК Кено Јаунде (3)                              | -                                               |
| Кумаси      | 2       | 5                 | ФК Асанте Котоко (2)                            | ФК Асанте Котоко (5)                            |
| Абиџан      | 2       | 2                 | ФК Стад Абиџан (1), ФК АСЕЦ Мимозе (1)          | Африка Спортс (1), ФК АСЕЦ Мимозе (1)           |
| Дуала       | 2       | 0                 | ФК Орикс Дуала (1), ФК УС Дуала (1)             | -                                               |
| Тизи Узу    | 2       | 0                 | ФК JС Кабилија (2)                              | -                                               |
| Аба         | 2       | 0                 | ФК Ењимба Интернационал (2)                     | -                                               |
| Киншаса     | 1       | 3                 | ФК Вита (1)                                     | ФК Драгонс (2), ФК Вита (1)                     |
| Акра        | 1       | 2                 | ФК Акра Хартс оф Оук (1)                        | ФК Акра Хартс оф Оук (2)                        |
| Сус         | 1       | 2                 | ФК Етуал Сахел (1)                              | ФК Етуал Сахел (2)                              |
| Исмаилија   | 1       | 1                 | ФК Исмаили (1)                                  | ФК Исмаили (1)                                  |
| Јоханезбург | 1       | 1                 | ФК Орландо Пирати (1)                           | ФК Орландо Пирати (1)                           |
| Преторија   | 1       | 1                 | ФК Мамелоди сандаунс (1)                        | ФК Мамелоди сандаунс (1)                        |
| Алжир       | 1       | 1                 | ФК МЦ Алжир (1)                                 | ФК УСМ Алжир (1)                                |
| Бразавил    | 1       | 0                 | ФК K. А. Р. А. Бразавил (1)                     | -                                               |
| Рабат       | 1       | 0                 | ФК ФАР Рабат (1)                                | -                                               |
| Сетиф       | 1       | 0                 | ФК Сетиф (1)                                    | -                                               |
| Бамоко      | 0       | 2                 | -                                               | ФК Стад Малијан (1), ФК Реал Бамоко (1)         |
| Ибадан      | 0       | 2                 | -                                               | ФК Шутинг Старс (2)                             |
| Омдурман    | 0       | 2                 | -                                               | Ал Хилал (2)                                    |
| Овери       | 0       | 2                 | -                                               | ФК Харленд (2)                                  |
| Ломе        | 0       | 1                 | -                                               | ФК Етуал Филант (1)                             |
| Лугаси      | 0       | 1                 | -                                               | ФК Симба (1)                                    |
| Ел Махала   | 0       | 1                 | -                                               | ФК Газл Ал Махала (1)                           |
| Енугу       | 0       | 1                 | -                                               | ФК Енугу Ренџерс (1)                            |
| Оран        | 0       | 1                 | -                                               | ФК Оран (1)                                     |
| Китве       | 0       | 1                 | -                                               | ФК Нкана (1)                                    |
| Кампала     | 0       | 1                 | -                                               | ФК Вила (1)                                     |
| Обаси       | 0       | 1                 | -                                               | ФК Ашанти Голд (1)                              |
| Хараре      | 0       | 1                 | -                                               | ФК Динамос (1)                                  |
| Сфакс       | 0       | 1                 | -                                               | ФК Сфаксијен (1)                                |
| Гаруа       | 0       | 1                 | -                                               | ФК Котон Спорт (1)                              |

## По државама
| Држава                      | Шампион | Поражени у финалу | Шампион                                                           | Поражени у финалу                                                     |
| --------------------------- | ------- | ----------------- | ----------------------------------------------------------------- | --------------------------------------------------------------------- |
| Египат                      | 14      | 7                 | ФК Ал Ахли (8), ФК Замалек (5), ФК Исмаили (1)                    | ФК Ал Ахли (3), ФК Замалек (2), ФК Исмаили (1), ФК Газл Ал Махала (1) |
| Тунис                       | 6       | 7                 | ФК Есперанца (4), ФК Етуал Сахел (1), ФК Африкен (1)              | ФК Есперанца (4), ФК Етуал Сахел (2), ФК Сфаксијен (1)                |
| Демократска Република Конго | 6       | 5                 | ФК TП Мазембе (5), ФК Вита (1)                                    | ФК TП Мазембе (2), ФК Драгонс (2), ФК Вита (1)                        |
| Мароко                      | 6       | 3                 | ФК Раџа Казабланка (3), ФК Видад Казабланка (2), ФК ФАР Рабат (1) | ФК Раџа Казабланка (1), ФК Видад Казабланка (2)                       |
| Камерун                     | 5       | 1                 | ФК Кено Јаунде (3), ФК УС Дуала (1), ФК Орикс Дуала (1)           | ФК Котон Спорт (1)                                                    |
| Алжир                       | 4       | 2                 | ФК JС Кабилија (2), ФК MЦ Алжир (1), ФК Сетиф (1)                 | ФК Оран (1), ФК УСМ Алжир (1)                                         |
| Гана                        | 3       | 8                 | ФК Асанте Котоко (2), ФК Акра Хартс оф Оук (1)                    | ФК Асанте Котоко (5), ФК Акра Хартс оф Оук (2), ФК Ашанти Голд (1)    |
| Гвинеја                     | 3       | 2                 | ФК Хафиа (3)                                                      | ФК Хафиа (2)                                                          |
| Нигерија                    | 2       | 5                 | ФК Ењимба Интернационал (2)                                       | ФК Шутинг Старс (2), ФК Хартленд (2), ФК Енугу Ренџерс (1)            |
| Обала Слоноваче             | 2       | 2                 | ФК АСЕЦ Мимозе (1), ФК Стад Абиџан (1)                            | ФК АСЕЦ Мимозе (1), Африка Спортс (1)                                 |
| Јужноафричка Република      | 2       | 2                 | ФК Орландо Пирати (1), ФК Мамелоди сандаунс (1)                   | ФК Мамелоди сандаунс (1), ФК Орландо Пирати (1)                       |
| Конго                       | 1       | 0                 | ФК K. А. Р. А. Бразавил (1)                                       |                                                                       |
| Мали                        | 0       | 2                 |                                                                   | ФК Реал Бамоко (1), ФК Стад Малијан (1)                               |
| Судан                       | 0       | 2                 |                                                                   | Ал Хилал (2)                                                          |
| Уганда                      | 0       | 2                 |                                                                   | ФК Симба (1), ФК Вила (1)                                             |
| Того                        | 0       | 1                 |                                                                   | ФК Етуал Филант (1)                                                   |
| Замбија                     | 0       | 1                 |                                                                   | ФК Нкана (1)                                                          |
| Зимбабве                    | 0       | 1                 |                                                                   | ФК Динамос (1)                                                        |

### Белешке
1. ↑  Гол за Видад у 59. минуту постигао је Валид Ел-Карти, али су га судије поништиле због офсајда који није постојао. Главни судија није желео да гледа ВАР што је изазвало револт међу играчима Казабланке. Одбили су да наставе утакмицу, чак су и напали судију. Након дугог прекида сусрета, који је трајао сат и по, Афрички фудбалски Савез је одлучио да се утакмица не настави, те је Есперанцу прогласио шампионом.[7]